# Emblema nacional do Vietname
O Emblema nacional do Vietnã é elaborado após a assenção do Partido Comunista ao poder do Vietnã do Norte, mas incluindo a estrela amarela num campo vermelho. A roda dentada e as culturas representam a cooperação da agricultura industrial e os trabalhistas no modelo comunista. É parecido com o emblema da República Popular da China, e foi adoptado como o emblema da República Democrática do Vietnã (Vietname do Norte), em 30 de novembro de 1955.  Após a reunificação com o Vietname do Sul em 2 de julho de 1976, foi adotado como emblema nacional.

## Histórico
Durante a Primeira Legislatura da Assembleia Nacional do Vietnã do Norte (1946-1960), foi determinada a elaboração do Emblema Nacional, utilizando-se da "Arte Revolucionária", foi pintado por foi pelo artista Bui Trang Chuoc. Em 1976, quando o país do Vietnã foi reunificado, o modelo do emblema nacional foi alterado na seção do título nacional, pelo artista Tran Van Can, aprovado pela Sexta Legislatura da Assembleia Nacional do Vietnã (1976-1981) como novo símbolo pátrio. Portanto, o Emblema Nacional do Vietnã traz oficialmente as palavras (em letras maiúsculas) "República Socialista do Vietnã".

## Outros símbolos nacionais ao longo da história

### Império do Vietnã

Selo sob a Dinastia Tây Sơn (1778–1802)
Selo sob a Dinastia Nguyễn (1802—1846)
Selo sob a Dinastia Nguyễn (1846—1945)

### Período Colonial[4][5]

Emblema do Governo Geral da Indochina Francesa (1887–1954)
Emblema do Governo da Cochinchina Francesa (1862-1948)
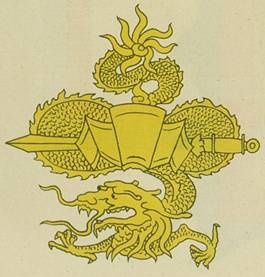
Emblema do Protetorado de Aname (1883–1948)
Brasão de armas da Federação de Tai (1883–1948)

### Vietnã Independente

Brasão de armas do Estado do Vietnã (1954–26 de outubro de 1955)
Selo do Vietnã do Sul (26 de outubro de 1955–1957)
Emblema do Vietnã do Sul (1957–1 de novembro de 1963)
Brasão de armas do Vietnã do Sul (1 de novembro de 1963 a 30 de abril de 1975)
Emblema do República do Vietnã do Sul (30 de abril de 1975 - 2 de julho de 1976)
Emblema do Vietnã do Norte (30 de novembro de 1955 - 2 de julho de 1976)